# The Silencing
The Silencing és una pel·lícula de thriller d'acció del 2020 dirigida per Robin Pront a partir d'un guió de Micah Ranum. És protagonitzada per Nikolaj Coster-Waldau, Annabelle Wallis, Hero Fiennes Tiffin, Zahn McClarnon i Melanie Scrofano. La pel·lícula tracta sobre un caçador i un xèrif que localitzen un assassí que potser havia segrestat la filla del caçador anys abans.
Es va estrenar a través de DirectTV Cinema el 16 de juliol de 2020, i als cinemes i VOD el 14 d'agost de 2020 per Saban Films.

## Argument
L'alcohòlic Rayburn Swanson és el propietari del Santuari de Gwen Swanson al nord de Minnesota, que porta el nom de la seva filla desapareguda. El santuari és un acte de penitència, tant perquè Gwen va desaprovar el seu estil de vida de caçador com perquè havia desaparegut del seu cotxe cinc anys abans mentre ell va entrar a una botiga a comprar whisky. Rayburn manté fora els caçadors mitjançant càmeres de vigilància.
La xerif Alice Gustafson és la germana d'un jove amb problemes, Brooks. Mentre examina el cos d'una jove trobada al costat d'un llac, l'Alice nota una cicatriu a la gola de la noia, juntament amb la punta d'una punta de llança (marcada amb un "MB") enterrada en un arbre. Després de reconèixer el cos, en Rayburn arriba per fer una identificació positiva, però no és Gwen. Alice s'assabenta que la llança s'utilitzava amb una arma rara coneguda com a atlatl.
Rayburn veu un home amb un ghillie perseguint el bosc; Quan Rayburn intenta enfrontar-se a l'home, és ferit per una llança. Mentre fuig, es troba amb una camioneta negra amb les matrícules retirades. Marca el camió ratllant una "x" petita al parafang. Després de tornar a casa i cosir-li la ferida, revisa les seves imatges de vigilància i observa una noia sent caçada al santuari pel mateix home. Rayburn torna al santuari i rescata la noia, Molly, i després la manté a salvo en una trampa durant la nit. Es queda muda, amb una cicatriu a la gola semblant a la de la noia morta. Tornen a la cabana l'endemà al vespre, però el caçador els embosca. El caçador fereix Rayburn i apunyala Molly amb una llança. L'Alice arriba i, després de veure que la Molly ha estat apunyalada, immediatament sospita de Rayburn, fins que el caçador apareix darrere d'ella. Encara disfressat, els seus gestos la fan creure que és el seu germà. L'Alice dispara a Rayburn, el fereix i el fa fugir perquè el seu germà pugui escapar.
L'Alice busca en Rayburn i trepitja una trampa per a óssos que ell havia posat i li lesiona el turmell. Ell s'escapa amb el seu cotxe patrulla i truca a una ambulància per a Molly; L'Alice demana l'arrest de Rayburn. Fuig a casa de la seva antiga dona, Debbie, i el seu marit, Karl Blackhawk, xèrif de la policia tribal índia local. El porten a la "Fàbrica", un molí abandonat on s'allotgen els sense sostre, i truquen al Dr. Jon Boone per tractar-lo. Brooks arriba casualment i és arrestat per Karl, tot i que té una coartada per establir la seva innocència. L'Alice, adonant-se del seu fracàs moral, li promet a Molly, ara hospitalitzada, que atraparà l'assassí. També nota la mateixa cicatriu a la gola a la Molly.
Rayburn decideix netejar i llençar el seu licor, tret de l'ampolla encara sense obrir que va comprar el dia que la Gwen havia desaparegut. Recorda el camió marcat i el localitza. Després d'entrar a una casa, troba les mateixes armes i roba que portava l'assassí, juntament amb un munt de cartells "desapareguts", inclòs un de la seva filla. Després de trobar una noia encara viva sota un llençol amb la gola oberta quirúrgicament, l'assassí apareix i captura Rayburn deixant-lo inconscient.
L'Alice nota problemes amb l'informe d'autòpsia del Dr. Boone. Mentre l'espera al seu despatx, veu una foto del metge amb la seva filla Melissa lluint un collaret amb les inicials "MB". L'Alice s'adona que en Boone és l'assassí i immediatament demana suport per atacar la casa d'en Boone; la mateixa casa que Rayburn havia trobat.
Boone explica a Rayburn que mentre es lamentava per la seva pròpia filla, que havia estat assassinada per un conductor borratxo, va començar a segrestar i matar noies adolescents per "salvar-les" dels mals pares, inclòs Rayburn; ell opera a la laringe per la qual cosa no poden demanar ajuda mentre són caçades. Boone porta en Rayburn al santuari de vida salvatge i l'obliga a fugir perquè pugui ser caçat. L'Alice veu en Rayburn a la vigilància. Rayburn domina en Boone i el colpeja severament quan arriba l'Alice; ella intenta aturar en Rayburn, però ell la ignora i llança en Boone a una de les trampes, ferint-lo mortalment. L'Alice mira com en Rayburn tanca el metge, dient-li que estan igualats (ell havia mentit abans, dient que l'intrus li va disparar en lloc d'Alice). Més tard s'asseu en un cotxe patrulla, escoltant la ràdio sobre l'ordre de recerca en curs per al Dr. Boone.
Rayburn i la seva exdona fan un funeral per a Gwen, al qual assisteix Molly, donant-li el tancament. Aleshores buida la seva última ampolla de whisky al llac en record de la seva filla.

## Repartiment
- Nikolaj Coster-Waldau com a Rayburn Swanson, el caçador
- Annabelle Wallis com Alice Gustafson, xèrif del comtat de Cutler
- Hero Fiennes Tiffin com a Brooks Gustafson, el germà petit d'Alice
- Zahn McClarnon com a Karl Blackhawk
- Melanie Scrofano com a Debbie
- Shaun Smyth com el Dr. Boone
- Danielle Ryan com a Dr. Patel

## Producció
El maig de 2018, es va anunciar que Nikolaj Coster-Waldau s'havia unit al repartiment de la pel·lícula, amb Anders Engstom com a director a partir d'un guió de Micah Ranum. El febrer de 2019, Annabelle Wallis es va unir al repartiment de la pel·lícula, amb Robin Pront dirigint la pel·lícula, substituint Engstom. L'abril de 2019, Hero Fiennes Tiffin es va unir al repartiment de la pel·lícula. El maig de 2019, Melanie Scrofano, Zahn McClarnon i Shaun Smyth es van unir al repartiment de la pel·lícula.
La fotografia principal va començar el maig de 2019 al Canadà. El rodatge va tenir lloc a Greater Sudbury, Ontario.

## Estrena
La pel·lícula estava programada per a la seva estrena mundial a South by Southwest el març de 2020, però el festival es va cancel·lar a causa de la pandèmia de COVID-19 Poc temps després, Saban Films va adquirir els drets de distribució de la pel·lícula.Es va estrenar als Estats Units a través de DirectTV Cinema el 16 de juliol de 2020 i es va estrenar als cinemes i a vídeo a la carta el 14 d'agost de 2020. Va ser llançat al Canadà el 14 d'agost de 2020. La pel·lícula es va estrenar com el millor lloguer del país i es va estrenar el 79 pantalles, amb una recaptació de 53.205 dòlars, la qual cosa la converteix en l'estrena de nova pel·lícula més taquillera amb la mitjana per pantalla més alta dels Estats Units. Durant la seva primera setmana de llançament a casa, va guanyar uns 5 milions de dòlars amb les vendes de VOD.

## Recepció
Al lloc web de l'agregador de ressenyes Rotten Tomatoes, la pel·lícula té una puntuació d'aprovació del 20% basada en 25 ressenyes, amb una valoració mitjana de 5/10. El consens dels crítics del lloc diu: "The Silencing confon l'estat d'ànim amb el desenvolupament del personatge, donant lloc a un misteri poc cuinat que no genera gaire interès."
Ronak Kotecha de The Times of India va dir que la pel·lícula "és una d'aquelles sagues d'assassins en sèrie que no es tracta tant del que t'està dient, sinó de com t'està dient. I aquí és on fa una matança".
Jeannie Blue de Cryptic Rock va donar a la pel·lícula 4 de 5 estrelles, mentre que Peter Travers de Rolling Stone li va donar 2 de 5.